# Стела «Город воинской славы» (Нальчик)
Па́мятник-сте́ла «Го́род во́инской сла́вы» был открыт 8 мая 2015 года в Ореховой роще Нальчика. Стела установлена в память о присвоении Нальчику почётного звания «Город воинской славы».

## История
С Нальчиком связаны важные боевые действия кровопролитной стратегической битвы за Кавказ (1942—1943), развернувшейся в ходе Великой Отечественной войны. Немецко-румынские войска, овладевшие Нальчиком 27 октября 1942 года, так и не смогли прорваться к Грозненскому и Бакинскому нефтяным районам и в Закавказье и были изгнаны из города 4 января 1943 года в результате упорных боёв в ходе успешной Северо-Кавказской наступательной операции советских войск. В войну Нальчик первым на Кавказе сформировал 115-ю национальную кавалерийскую дивизию, принимавшую участие в обороне Сталинграда. Город также обеспечил войска снаряжением и продовольствием: Кабардино-Балкария и её столица дали фронту 27 тысяч верховых коней, а полушубков и бурок на два кавалерийских корпуса. С лета 1941 года в Нальчике было развернуто 12 госпиталей, и в госпиталях республики до осени 1942 года вылечилось более 60 тысяч раненых воинов. 
Указом Президиума Верховного Совета СССР от 7 мая 1985 года № 446 за мужество и стойкость, проявленные трудящимися города в годы Великой Отечественной войны, и за успехи, достигнутые в хозяйственном и культурном строительстве, Нальчик награждён Орденом Отечественной войны I степени. А после введения в 2006 году почётного звания «Город воинской славы» участник Великой Отечественной войны Иван Полищук обратился в местный Совет ветеранов с инициативой о присвоении Нальчику этого высокого знака отличия. Совет ветеранов, депутаты и руководство республики поддержали предложение, и Указом президента Российской Федерации от 25 марта 2010 года № 340 почётное звание было присвоено. 5 мая 2010 года в Екатерининском зале Московского Кремля состоялась церемония вручения грамот о присвоении высокого звания городам, в числе которых был Нальчик. Грамоту из рук президента принял глава администрации города Залимгери Хагасов. В состав делегации вошли президент республики Арсен Каноков, председатель Совета местного самоуправления Нальчика Игорь Муравьев, председатель городского Совета ветеранов Мустафа Абдулаев, ветеран Великой Отечественной войны Иван Полищук и другие горожане. 
В соответствии с Указом президента РФ от 1 декабря 2006 года № 1340, в каждом городе, удостоенном этого высокого звания, устанавливается стела, посвящённая этому событию. Архитектурно-скульптурное решение памятной стелы «Город воинской славы» утверждено Российским организационным комитетом «Победа» по результатам открытого всероссийского конкурса, в котором в 2008 году победил проект авторского коллектива в составе: заслуженный архитектор России И. Н. Воскресенский, Г. А. Ишкильдина, В. В. Перфильев, народный художник России С. А. Щербаков. По итогам обсуждения возможных мест установки стелы было принято решение соорудить памятник в Ореховой роще на месте старого фонтана, с проведением работ по благоустройству сквера. Торжественная церемония открытия стелы, приуроченная к 70-летию Победы в Великой Отечественной войне, состоялась 8 мая 2015 года. В ней приняли участие сотни горожан, ветераны Великой Отечественной войны, труженики тыла, представители власти, духовенства, военнослужащие, а также студенческая молодежь и учащиеся школ. Почётное право открытия памятника было предоставлено полномочному представителю Президента Российской Федерации в Северо-Кавказском федеральном округе С. А. Меликову и главе Кабардино-Балкарской Республики Ю. А. Кокову. После открытия стелы школьники выпустили в небо белых голубей, почётный караул произвёл залп.
30 января 2013 года Почта России выпустила почтовую марку, а 1 апреля 2014 года Центральным банком России в обращение была выпущена памятная монета «Город воинской славы Нальчик» достоинством 10 рублей. Ещё одним символом стал Меч Победы, вручённый Нальчику, как и другим городам воинской славы, 9 июня 2022 года в зале Славы Музея Победы в парке Победы на Поклонной горе в Москве. Изготовленный в Златоусте меч покрыт золотом высшей 999,9 пробы и инкрустирован уральскими самоцветами — гранатами, символизирующими пролитую кровь, и голубыми топазами, которые считаются символом мира. Длина мечей составляет 1,2 метра, вес — более пяти килограммов. На клинке, украшенном растительным орнаментом, высечены знаменитые слова князя Александра Невского: «Кто с мечом к нам придет, тот от меча и погибнет». Ранее, в апреле 2015 года, аналогичные Мечи Победы были переданы на вечное хранение городам-героям. Меч, составляющий единую композицию с орденом Отечественной войны I степени, которым столица Кабардино-Балкарии была награждена в 1985 году, занял место в экспозиции Национального музея Кабардино-Балкарской республики, отражающей события Великой Отечественной войны, в связи с которыми Нальчик обрёл статус Города воинской славы.
Символ мужества и воинской славы представляет собой полированную колонну дорического ордера из цельного красного гранита высотой 6,5 метров (с бронзовыми капителью и базой). Общая высота памятника — 12,5 метров. Наверху колонны — бронзовый государственный герб России, впереди на постаменте в бронзовом картуше располагается текст Указа Президента РФ о присвоении почётного звания, на оборотной стороне — бронзовый герб Нальчика, а на боковых сторонах размещены два бронзовых барельефа с изображением ордена Отечественной войны I степени, посвящённые военно-историческим событиям, связанным с присвоением городу почётного звания. Колонна установлена на площадке размером 17 на 17 метров. Типовым проектом мемориала предусматривается сооружение четырёх гранитных пилонов по углам площадки, однако в Нальчике их устанавливать не стали (аналогичное решение принято в Козельске). Сквер с колонной в парке «Ореховая роща» стал местом проведения торжественных и памятных мероприятий, в том числе посвящённых Дню города, Дню защитника Отечества и Дню Победы.

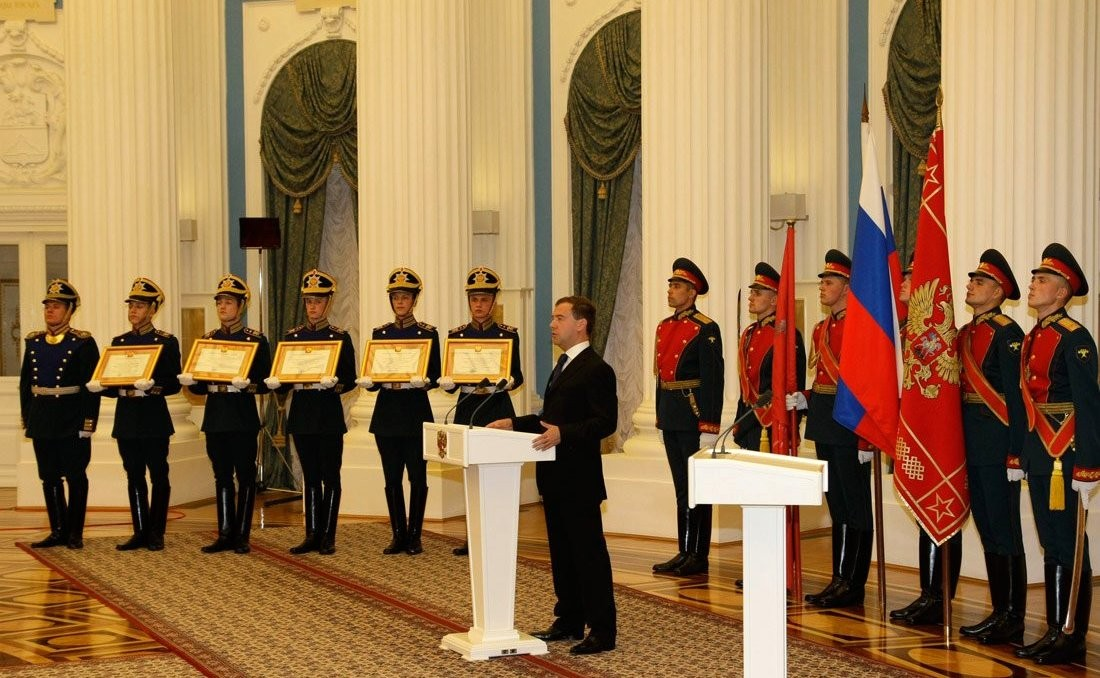
Церемония вручения грамот о присвоении почётных званий городам
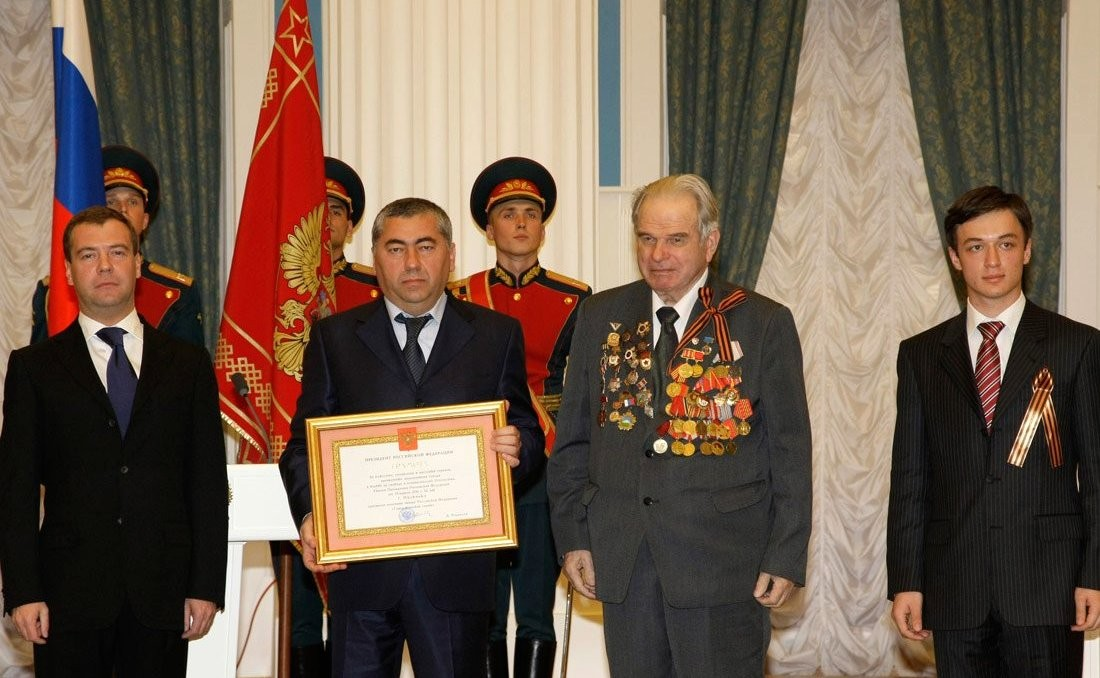
Вручение президентом представителям Нальчика грамоты о присвоении почётного звания
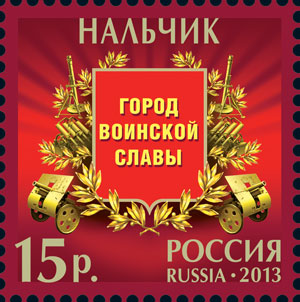
Памятная марка, посвящённая городу воинской славы
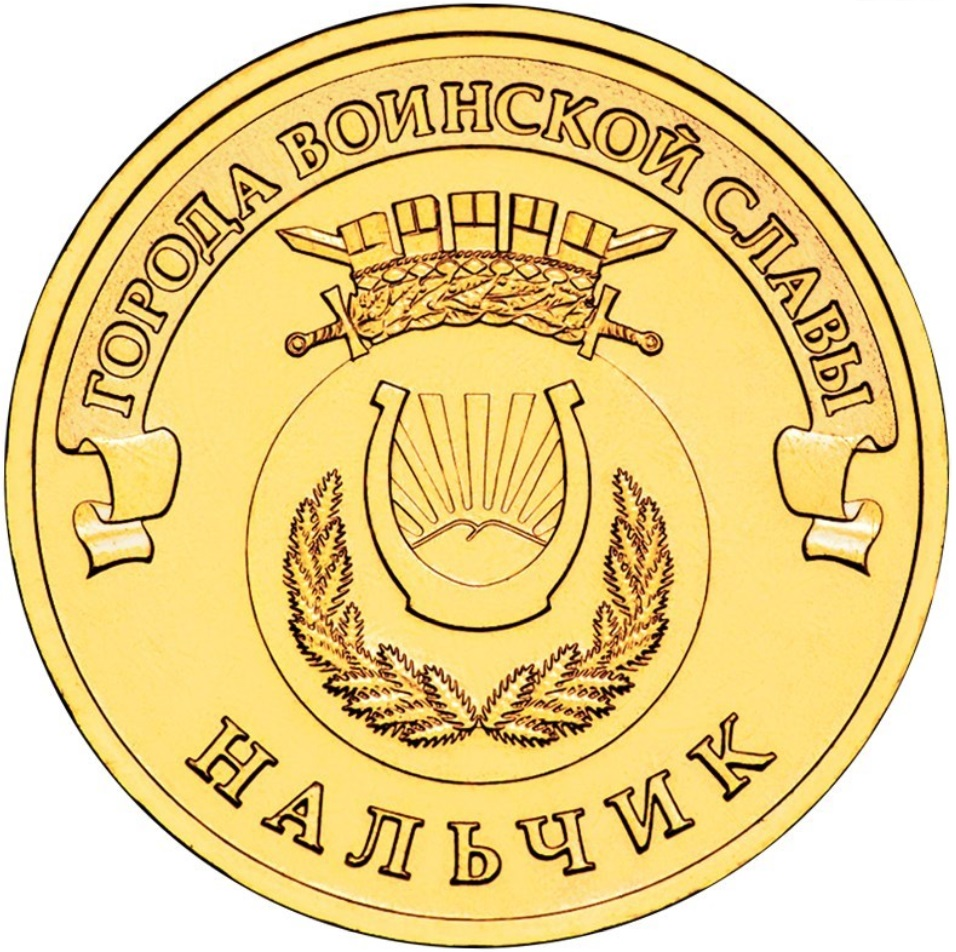
Изображение герба города воинской славы на монете
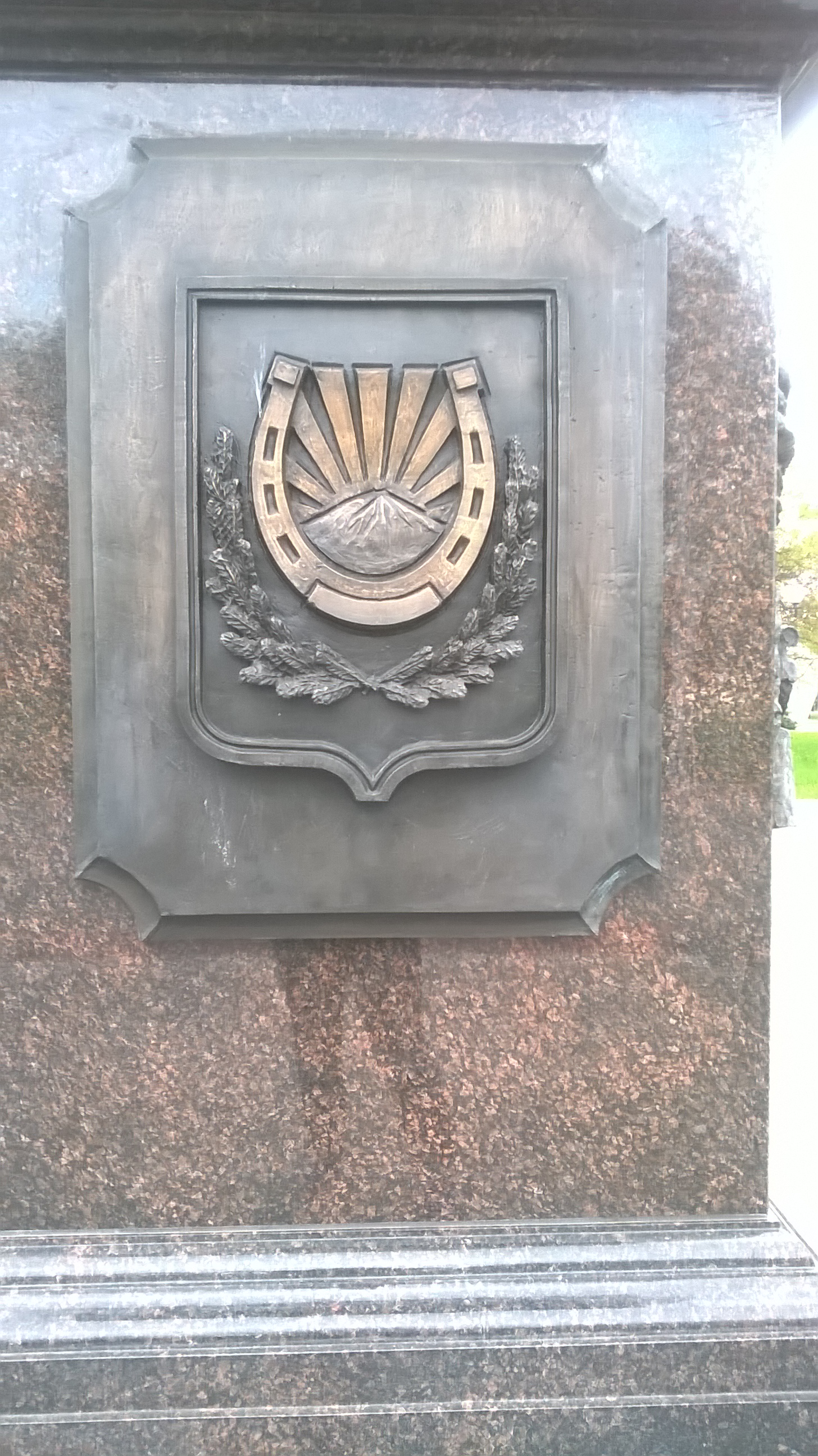
Изображение герба Нальчика на постаменте